# Колдовская доска 2
«Колдовская доска 2: Дверь Дьявола» (англ. Witchboard 2: The Devil's Doorway) — американский художественный фильм 1993 года, фильм ужасов, снятый режиссёром Кевином Тенни. Главные роли в этом фильме исполнили Эми Доленц, Кристофер Майкл Мур, Лэрэйн Ньюман, Тимоти Гиббс и Джон Гэйтинс. Премьера фильма состоялась 10 сентября 1993 года в США.

## Сюжет
Пэг, красивая молодая девушка переезжает в новую квартиру. Там она случайно находит планшетку для спиритических сеансов или иначе колдовскую доску уиджи (англ. Ouija board). Доска представляется именем Сьюзен Сидней, девушки, которая раньше жила на квартире.
О том, что Сьюзен была убита сообщает хозяин квартиры, но никаких сведений об убийстве и даже простых доказательств смерти нет. Пэг начинает поиск истины, но обстановка совсем неспокойная — происходит несколько случаев гибели людей. В итоге злой дух вселяется и в саму Пэг.